# Rugiland

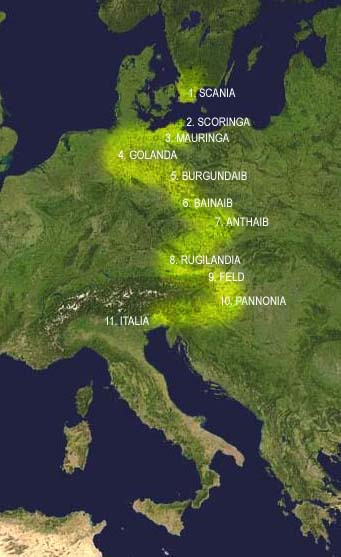
Migracja Longobardów ze Skanii do Włoch. Ósmą krainą zdobytą przez nich jest właśnie Rugiland.

Rugiland — historyczna nazwa północno-wschodniego obszaru prowincji Noricum, obecnie północna część Dolnej Austrii. Obszar ten między początkiem V wieku n.e. a 487 zajęli, tworząc tu swój kraj, wywodzący się z Pomorza Rugiowie. Po roku 487 ziemię tę zdobyli Longobardowie.